# Micarea melaenida
Micarea melaenida är en lavart som först beskrevs av William Nylander och som fick sitt nu gällande namn av Brian John Coppins. 
Micarea melaenida ingår i släktet Micarea och familjen Pilocarpaceae. Inga underarter finns listade i Catalogue of Life.